# Benfeld
Benfeld är en kommun i departementet Bas-Rhin i regionen Grand Est (tidigare regionen Alsace) i nordöstra Frankrike. Kommunen ligger i kantonen Benfeld som tillhör arrondissementet Sélestat-Erstein. År 2022 hade Benfeld 5 922 invånare.
Under trettioåriga kriget var den starkt befästa kejserliga staden belägrad i sju veckor av svenskarna under Gustaf Horn. General Ernst Montecuccoli som ledde försvaret av staden kapitulerade i slutet av oktober 1632.  

## Befolkningsutveckling
Antalet invånare i kommunen Benfeld
| Referens: INSEE |